# Bloch (företag)
Bloch är en tillverkare av tåskor och andra dansskor med huvudkontor i Sydney i Australien. Bolaget tillverkar även danskläder och danstillbehör. 
Bolaget grundades av skomakaren Jacob Bloch som emigrerade till Australien 1931. Bloch föddes som Yaacov Shimon i Plunge i Litauen och gick i skomakarlära och bodde i Varniai. Han följde en svägerska och hennes brittiska man till Australien, efter några år kunde han få över sin familj, fru och tre barn, till Australien sedan han tjänast ihop tillräckligt med pengar. Han började tillverka tåskor i Paddington i Sydney 1932 sedan han noterat behovet hos dansare att lättare kunna stå på tå. Han utvecklade då en förbättrad tåsko. Han kom senare att specialtillverka skor till gästande balettdansare som Tamara Toumanova, David Lichine och Hélène Kirsova. Bolaget började snart sälja över hela Australien och är idag verksamt globalt med bland annat butiker i London, Paris, Amsterdam, Warszawa och New York. 
Verksamheten togs senare över av dottern Betty och svärsonen Gershon Wilkenfeld. Idag drivs verksamheten av den tredje familjegenerationen.